# 60. Berlini Nemzetközi Filmfesztivál
Az 60. Berlini Nemzetközi Filmfesztivál 2010. február 11. és 21. között került megrendezésre, a nyitófilm Wang Quan'antól a Tuan yuan, míg a zárófilm Yoji Yamadatól a Ginko öccse volt. A fesztivál zsűrielnöke Werner Herzog német filmkészítő volt. Az Arany Medve díjat Semih Kaplanoğlu filmje, a Méz nyerte. A fesztiválon a részt vevő filmek mellett levítették Fritz Lang Metropolisának felújított változatát is .
A fesztiválra összesen 282 ezer jegyet adtak el.

## Zsűri
Az alábbi emberek voltak a fesztivál zsűrijének tagjai:

### Filmek
- Werner Herzog, német filmkészítő - Zsűrielnök
- Francesca Comencini, olasz rendező és forgatókönyvíró
- Nuruddin Farah, szomáliai író
- Cornelia Froboess, német színésznő és énekesnő
- José María Morales, spanyol producer
- Yu Nan, kínai színésznő
- Renée Zellweger, amerikai színésznő

### Elsőfilmes produkciók
- Michael Verhoeven, német színész, rendező és forgatókönyvíró
- Ben Foster, amerikai színész
- Lorna Tee, maláj producer

### Rövidfilmek
- Zita Carvalhosa, brazíl producer
- Max Dax, német kiadó és producer
- Samm Haillay, brit producer

## Versenyben lévő filmek
Az alábbi filmek voltak versenyben az Arany Medve- és az Ezüst Medve-díjakért:
| Magyar cím                    | Eredeti cím                     | Rendező                             | Ország                                                   |
| ----------------------------- | ------------------------------- | ----------------------------------- | -------------------------------------------------------- |
| Tuan yuan                     | 团圆                            | Wang Quan'an                        | Kína                                                     |
| Caterpillar                   | キャタピラー                    | Kōji Wakamatsu                      | Japán                                                    |
| Egy család                    | En Familie                      | Pernille Fischer Christensen        | Dánia                                                    |
| Szellemíró                    | The Ghost Writer                | Roman Polański                      | Egyesült Királyság, Franciaország, Németország           |
| Greenberg                     | Greenberg                       | Noah Baumbach                       | Amerikai Egyesült Államok                                |
| Méz                           | Bal                             | Semih Kaplanoğlu                    | Törökország, Németország                                 |
| Így ért véget a nyaram        | Как я провёл этим летом         | Alexei Popogrebski                  | Oroszország                                              |
| Üvöltés                       | Howl                            | Rob Epstein, Jeffrey Friedman       | Amerikai Egyesült Államok                                |
| A vadász                      | Shekarchi                       | Rafi Pitts                          | Irán, Németország                                        |
| Fütyölök az egészre           | Eu când vreau să fluier, fluier | Florin Șerban                       | Románia                                                  |
| Jud Süss – Film ohne Gewissen | Jud Süss – Film ohne Gewissen   | Oskar Roehler                       | Ausztria, Németország                                    |
| A gyilkos bennem él           | The Killer Inside Me            | Michael Winterbottom                | Amerikai Egyesült Államok                                |
| Mammuth                       | Mammuth                         | Benoît Delépine, Gustave de Kervern | Franciaország                                            |
| Úton                          | Na putu                         | Jasmila Žbanić                      | Bosznia-Hercegovina, Ausztria, Németország, Horvátország |
| Kirakós                       | Rompecabezas                    | Natalia Smirnoff                    | Argentína                                                |
| A bankrabló                   | Der Räuber                      | Benjamin Heisenberg                 | Ausztria, Németország                                    |
| Shahada                       | Shahada                         | Burhan Qurbani                      | Németország                                              |
| A nő, a pisztoly és a fogadó  | 三枪拍案惊奇                    | Csang Ji-mou                        | Kína                                                     |
| Hajszál híján úriember        | En ganske snill mann            | Hans Petter Moland                  | Norvégia                                                 |
| Submarino                     | Submarino                       | Thomas Vinterberg                   | Dánia                                                    |

### Versenyen kívül

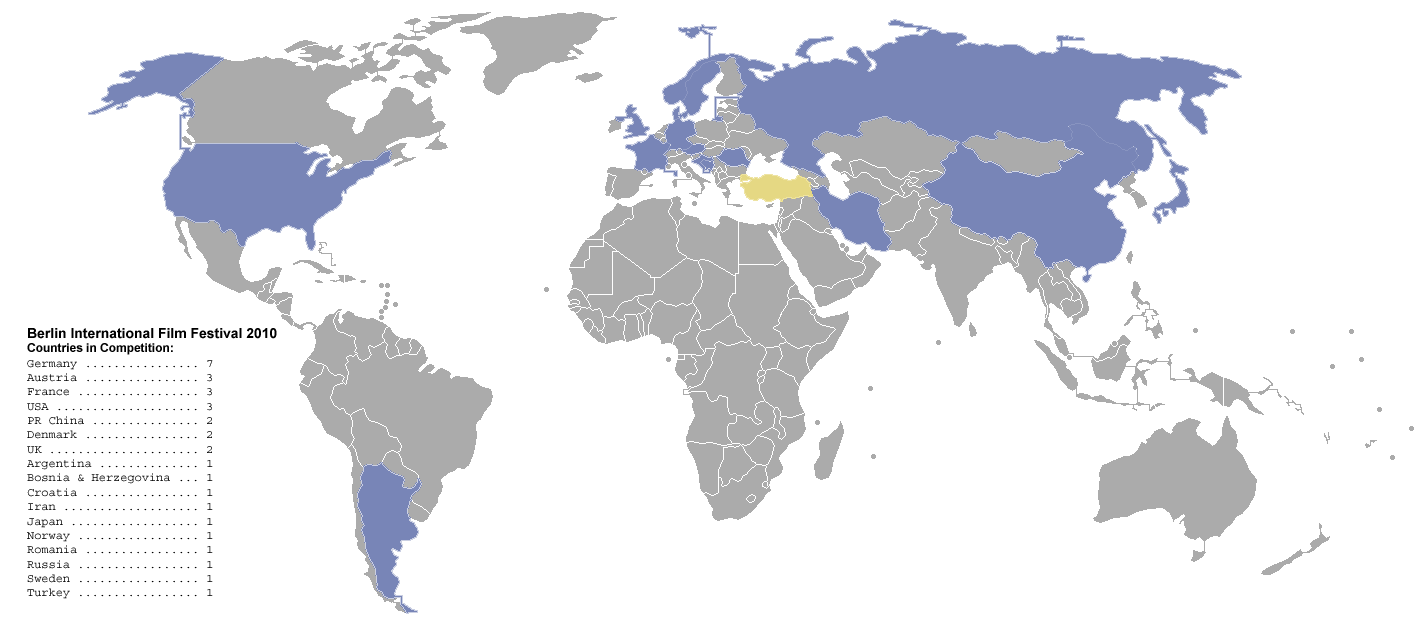
Az adott évben versenyben lévő országok

A fesztiválon az alábbi filmeket vetítették versenyen kívül:
| Magyar cím                         | Eredeti cím                        | Rendező            | Ország                    |
| ---------------------------------- | ---------------------------------- | ------------------ | ------------------------- |
| Ginko öccse                        | おとうと                           | Yoji Yamada        | Japán                     |
| Kijárat az ajándékbolton át        | Exit Through the Gift Shop         | Banksy             | Egyesült Királyság        |
| A nevem Khán                       | My Name Is Khan                    | Karan Johar        | India                     |
| Arekti Premer Golpo                | আরেকটি প্রেমের গল্প                      | Kaushik Ganguly    | India                     |
| Adni jó                            | Please Give                        | Nicole Holofcener  | Amerikai Egyesült Államok |
| Portretul luptatorului la tinerete | Portretul luptatorului la tinerete | Constantin Popescu | Románia                   |
| A gyerekek jól vannak              | The Kids Are All Right             | Lisa Cholodenko    | Amerikai Egyesült Államok |
| Viharsziget                        | Shutter Island                     | Martin Scorsese    | Amerikai Egyesült Államok |

## Győztesek
- Arany Medve: Méz (Semih Kaplanoğlu)
- Zsűri Nagydíja: Fütyölök az egészre (Florin Șerban)
- Ezüst Medve díj a legjobb rendezőnek: Roman Polański (Szellemíró)
- Ezüst Medve díj a legjobb színésznőnek: Shinobu Terajima (Caterpillar)
- Ezüst Medve díj a legjobb színésznek: Grigoriy Dobrygin, Sergei Puskepalis (Így ért véget a nyaram)
- Ezüst Medve díj a legjobb forgatókönyvnek: Jin Na, Wang Quan'an (Tuan yuan)
- Ezüst Medve díj a kiemelkedő művészi teljesítményért (operatőr): Pavel Kostomarov (Így ért véget a nyaram)
- Alfred Bauer-díj: Fütyölök az egészre (Florin Șerban)
- Tiszteletbeli Arany Medve
  - Wolfgang Kohlhaase
  - Hanna Schygulla
- Berlinale Kamera
  - Yoji Yamada
  - Ulrich Gregor, Erika Gregor
  - Fine Art Foundry Noack
- Kristály Medve a legjobb gyermekek részére készített filmnek
  - Generation Kplus: Sui yuet san tau
  - Generation 14plus: Neukölln Unlimited

## Fordítás
- Ez a szócikk részben vagy egészben  a(z)   60th Berlin International Film Festival című angol Wikipédia-szócikk fordításán alapul.  Az eredeti cikk szerkesztőit annak laptörténete sorolja fel. Ez a jelzés csupán a megfogalmazás eredetét és a szerzői jogokat jelzi, nem szolgál a cikkben szereplő információk forrásmegjelöléseként.